# برنو ۲۸۸۹
سیارک ۲۸۸۹ (به انگلیسی: 2889 Brno، نامگذاری:1981WT1) دو هزار و هشتصد و هشتاد و نهمین سیارک کشف شده‌است که در ۱۷ نوامبر ۱۹۸۱ کشف شد.
قدر مطلق سیارک برابر ۱۱٫۵۰ است.